# Eurata patagiata
Eurata patagiata är en fjärilsart som beskrevs av Hermann Burmeister 1878. Eurata patagiata ingår i släktet Eurata och familjen björnspinnare. Inga underarter finns listade i Catalogue of Life.